# Mega Console
Mega Console è stata una rivista mensile dedicata ai videogiochi per console, pubblicata dal febbraio 1994 al dicembre 2000 dalla Futura Publishing.
In origine si occupava solamente dei giochi sviluppati per le console prodotte dalla SEGA (Sega Master System, Sega Mega Drive, Sega 32X, Sega Mega CD, Sega Game Gear, Sega Saturn e coin-op). Il suffisso "Mega" era un evidente richiamo alla console Sega Mega Drive, che all'epoca della prima pubblicazione era il modello più venduto della casa giapponese.
La stessa casa editrice pubblicava un'analoga rivista, dedicata ai giochi prodotti per le piattaforme Nintendo: Super Console. Il suffisso "Super" era un richiamo al Super Nintendo.
Oltre al materiale prodotto dalla redazione, l'editore possedeva i diritti di traduzione dei materiali pubblicati dalla rivista Mean Machine Sega, e inizialmente anche da Megatech e in seguito da Sega Saturn Magazine e Nintendo Magazine, edite dalla EMAP Images UK.
Con l'avvento della Sony Playstation, l'organizzazione di entrambe le riviste venne modificata, con conseguente perdita della caratteristica di magazine "monomarca". A partire dal numero 27 la rivista si occupò anche di giochi per le console Nintendo, infatti a partire da quel numero nella parte alta della copertina comparvero anche le diciture Nintendo 64, Super NES e Game Boy; venne acquisita licenza di traduzione anche sui contenuti della rivista britannica Nintendo Magazine System. Super Console divenne invece Super PlayStation Console e passò a occuparsi soltanto di Playstation.
Le pubblicazioni terminarono alla fine dell'anno 2000.

## Numeri
|      | Gen | Feb | Mar | Apr | Mag | Giu | Lug | Ago | Set | Ott | Nov | Dic |
| 1994 |     | 1   | 2   | 3   | 4   | 5   | 6   | 6   | 7   | 8   | 9   | 10  |
| 1995 | 11  | 12  | 13  | 14  | 15  | 16  | 17  | 17  | 18  | 19  | 20  | 21  |
| 1996 | 22  | 23  | 24  | 25  | 26  | 27  | 28  | 28  | 29  | 30  | 31  | 32  |
| 1997 | 33  | 34  | 35  | 36  | 37  | 38  | 39  | 39  | 40  | 41  | 42  | 43  |
| 1998 | 44  | 45  | 46  | 47  | 48  | 49  | 50  | 50  | 51  | 52  | 53  | 54  |
| 1999 | 55  | 56  | 57  | 58  | 59  | 60  | 61  | 61  | 62  | 63  | 64  | 65  |
| 2000 | 66  | 67  | 68  | 69  | 70  | 71  | 72  | 72  | 73  | 74  | 75  | 76  |